# توروو، شهرستان پیسز
توروو، شهرستان پیسز (به لاتین: Turowo, Pisz County) یک منطقهٔ مسکونی در لهستان است که در Gmina Pisz واقع شده‌است.

## خصوصیات
توروو ۳۰۰ نفر جمعیت دارد.